# Белок A
Бело́к A (англ. protein A) — белок молекулярной массой 40—60 кДа, выделенный с поверхности клеточной стенки золотистого стафилококка (Staphylococcus aureus). Белок A используется в биохимических исследованиях, так как хорошо связывает многие иммуноглобулины млекопитающих, особенно иммуноглобулины G.
Белок A связывается с Fc-участком антител, взаимодействуя при этом с тяжёлыми цепями. Роль белка A в патогенезе стафилококковой инфекции заключается в том, что молекулы IgG связываются с поверхностью бактериальных клеток в неправильной ориентации. Это приводит к нарушению опсонизации и фагоцитоза.
Белок A кодируется геном spa, и его регуляция контролируется топологией ДНК, осмолярностью в клетке и двухкомпонентной системой ArlS—ArlR.

## Специфичность
Белок A с высокой аффинностью связывает IgG1, IgG2 и IgG4 человека, а также IgG2a, IgG2b и IgG3 мыши; с умеренной аффинностью — IgM, IgA и IgE человека, а также IgG3 и IgG1 мыши. Белок A не связывает IgG3, IgD, Fab, scFv человека, а также не связывает IgM, IgA или IgE мыши.

## Другие белки, связывающие иммуноглобулины
Существуют также другие бактериальные белки, связывающие иммуноглобулины — белок G, белок A/G и белок L. Эти бактериальные белки используют для очистки, иммобилизации и детекции иммуноглобулинов. Данные белки имеют различное сродство к разным классам и подклассам иммуноглобулинов.

## Значение в патогенезе
Золотистый стафилококк использует белок A, наряду с другими поверхностными белками, для выживания в организме хозяина и обеспечения вирулентности. Мутантные бактерии S. aureus, которые не имеют на поверхности белка A, более эффективно фагоцитируются in vitro и имеют пониженную вирулентность.

## Исследования
Рекомбинантный белок A стафилококка часто получают в E. coli и используют для исследований в биологии и иммунологии. Одна из рекомбинантных форма белка A называется MabSelect и используется для выделения моноклональных антител.
Белок A часто соединяют с другими молекулами, например, флюоресцентными красителями, ферментами, биотином, коллоидным золотом или радиоактивным иодом. При этом сайт связывания антитела не изменяется.